# Översynthet
Översynthet, långsynthet eller hyperopi innebär svårigheter att se på nära avstånd medan det är lättare att se på långt håll. Jämför ålderssynthet.
Det är det vanligaste synfelet i de befolkningar som undersökts. Man räknar med att ungefär 80 % har en lättare form av översynthet. Dock behöver de flesta inga glasögon för detta förrän i medelåldern, då linsen i ögat blir stelare med åren och inte kan ställa om, ackommendera, mellan långt och nära håll. 
Översynthet beskrivs optiskt som att ögats brytande system är för svagt i förhållande till axiallängden, det vill säga ögat är för kort eller att systemet är för svagt brytande eller en kombination av de två. Det vanligaste besvären vid måttlig eller stark översynthet är trötthet, huvudvärk och otydlig syn vid närarbete. Det kan vid stark översynthet vara svårt att uppnå full synskärpa även med bästa glaskorrektionen.
Översynthet avhjälps med konvexa linser. En översynt person iförd glasögon känns därför igen på att ögonen syns större än normalt, betraktade genom glasögonen.
Ett översynt öga har blivit lite ovalt i formen, alltså att ögongloben är för kort. Bilden bryter bakom näthinnan istället för att brytas precis på näthinnan som ett fungerande öga gör och det gör att man ser suddigt. En översynt person ser bra på långt håll men inte på nära håll. En person med lätt översynthet behöver inte använda glasögon när han eller hon till exempel tittar på TV, men behöver ha glasögon när man läser, för då håller man ju antagligen boken nära ögonen och då bryts bilden bakom näthinnan.
Typiskt för en måttlig översynthet, jämfört med närsynthet, är också att man ofta tillfälligt kan justera linsen genom att komprimera den så pass mycket att man kan se skarpt (spänna ögat), även om det såklart är ansträngande. En närsynt person ser inte skarpt på långt håll utan synkorrigeringshjälpmedel hur mycket hon eller han än försöker ackommendera.
I en studie från 2016 undersöktes sambandet mellan okorrigerad översynthet och läs-och-skrivkunnighet hos barn i förskoleålder. Läs-och-skrivkunnigheten hos 4- och 5-åriga barn med okorrigerad översynthet jämfördes därför med barn i samma ålder med normalsynthet (emmetropi). Av de 492 barn som ingick i studien hade 244 översynthet och 248 normalsynthet, och barnens medelålder var 58 månader (knappt 5 år). Resultatet av studien visade att barn med okorrigerad översynthet presterade sämre på ett prov i läs-och-skrivkunnighet.